# NGC 957
NGC 957 é um aglomerado aberto na direção da constelação de Perseus. O objeto foi descoberto pelo astrônomo John Herschel em 1831, usando um telescópio refletor com abertura de 18,6 polegadas. Devido a sua moderada magnitude aparente (+7,6), é visível apenas com telescópios amadores ou com equipamentos superiores. 